# 紀元前330年
紀元前330年（きげんぜん330ねん）は、ローマ暦の年である。

## 他の紀年法
- 干支 : 辛卯
- 日本
  - 皇紀331年
  - 孝安天皇63年
- 中国
  - 周 - 顕王39年
  - 秦 - 恵文君8年
  - 楚 - 威王10年
  - 斉 - 威王27年
  - 燕 - 易王3年
  - 趙 - 粛侯20年
  - 魏 - 恵王後元5年
  - 韓 - 宣恵王3年
- 朝鮮
  - 檀紀2004年
- ベトナム :
- 仏滅紀元 : 215年
- ユダヤ暦 :

## できごと

### マケドニア
- 前年にスーサや首都ペルセポリスを占領し、アケメネス朝ペルシアの中枢を占領したマケドニア王国国王アレクサンドロス3世の東征は未だ続行中である。アケメネス朝の国王ダレイオス3世は東部諸州に逃れて再起を期したが、アレクサンドロスの追討を受け、逃亡中にバクトリアのサトラップである王族で側近の部下ベッソスによって殺害され、ここに事実上アケメネス朝ペルシア帝国は滅亡した[1]。しかしベッソスはアルタクセルクセスを名乗ってペルシア国王を自称しアレクサンドロスと敵対したため、アレクサンドロス軍は彼を追討するためさらに東へと進軍していった。

### 中国
- 秦が魏を攻撃し、焦と曲沃を包囲した。魏は少梁と河西の地を秦に割譲した。

## 死去
- ダレイオス3世、アケメネス朝ペルシアの最後の王